# Turbulencija
Turbulencija (lat. turbulentus: nemiran, uzburkan) je nepravilno vrtložno gibanje koje se pojavljuje u tekućinama i plinovima kad struje pored čvrstih predmeta ili kad im brzina strujanja prijeđe određenu granicu. Za turbulentno strujanje karakteristično je da pored srednje brzine cijelog strujanja, svaka čestica tekućine ili plina ima još i dodatnu brzinu koja može biti djelomično u smjeru glavnog strujanja, djelomično oprečna na smjer strujanja. Po tome se razlikuje turbulentno od laminarnog strujanja, u kojem nema dodatnih brzina. Pod određenim uvjetima uz turbulenciju pojavljuje se i kavitacija.
U atmosferi je strujanje zraka (vjetra) uvijek turbulentno; vjetar puše gotovo redovito na mahove i smjer mu se neprestano mijenja. Rezultat turbulentnog gibanja zraka je međusobno djelovanje zračnih slojeva različitih brzina; brži sloj utječe na sporiji i obrnuto (turbulentno trenje).
Prijenos topline, razdioba vodene pare i prašine u atmosferi ovise također o turbulenciji vjetra.